# Lubiatówko
Lubiatówko (prononciation : [lubjaˈtufkɔ], en allemand : Liebenhof) est un village polonais de la gmina de Dolsk dans le powiat de Śrem de la voïvodie de Grande-Pologne dans le centre-ouest de la Pologne.
Il se situe à environ 3 kilomètres au nord-ouest de Dolsk (siège de la gmina), à 10 kilomètres au sud de Śrem (siège du powiat) et à 46 kilomètres au sud de Poznań (capitale régionale).

## Histoire
De 1975 à 1998, le village faisait partie du territoire de la voïvodie de Poznań.

Depuis 1999, Lubiatówko est situé dans la voïvodie de Grande-Pologne.
Le village possède une population de 100 habitants en 2006.